# 平下結貴
平下 結貴（ひらした ゆき、2003年5月14日 - ）は、日本の女子バスケットボール選手である。ポジションはシューティングガード。Wリーグのトヨタ紡織サンシャインラビッツ所属。トヨタ自動車アンテロープスの平下愛佳は姉。

## 来歴
愛知県出身。
桜花学園高校で全国大会優勝を経験。
2022年、トヨタ紡織サンシャインラビッツにアーリーエントリーを経て加入。